# Nivy Centrum
Nivy Centrum, of simpelweg Nivy, is een multifunctioneel gebouw in de wijk Mlynské Nivy (stadsdeel Ružinov) van de Slowaakse hoofdstad Bratislava, bestaande uit een internationaal busstation, foodcourt, winkelcentrum en markt. Het gebouw werd geopend op 30 september 2021. Tot het complex behoort ook de Nivy Tower, een kantoorgebouw van 125 meter dat tot 2022 het hoogste gebouw van Slowakije was, waarna dit record werd verbroken door de Eurovea Tower.

## Busstation
Het Busstation Nivy (Slowaaks: Autobusová stanica Nivy) bevindt zich op de eerste ondergrondse verdieping van het Nivy Centrum, en verving het, in 2017 gesloopte, Centrale Busstation van Bratislava. Het station heeft 2.000 parkeerplaatsen, en wordt hoofdzakelijk bediend door de vervoersmaatschappij Slovak Lines dat connecties heeft naar onder andere Košice, Prešov, Nitra, Banská Bystrica, Luchthaven Wien-Schwechat en Praag. Door de coronacrisis was de opening van het station niet in 2020, maar op 30 september 2021, toen om drie uur de eerste bus het station verliet. Ondergronds bevindt zich tevens de eerste ondergrondse rotonde van Slowakije.

## Afbeeldingen

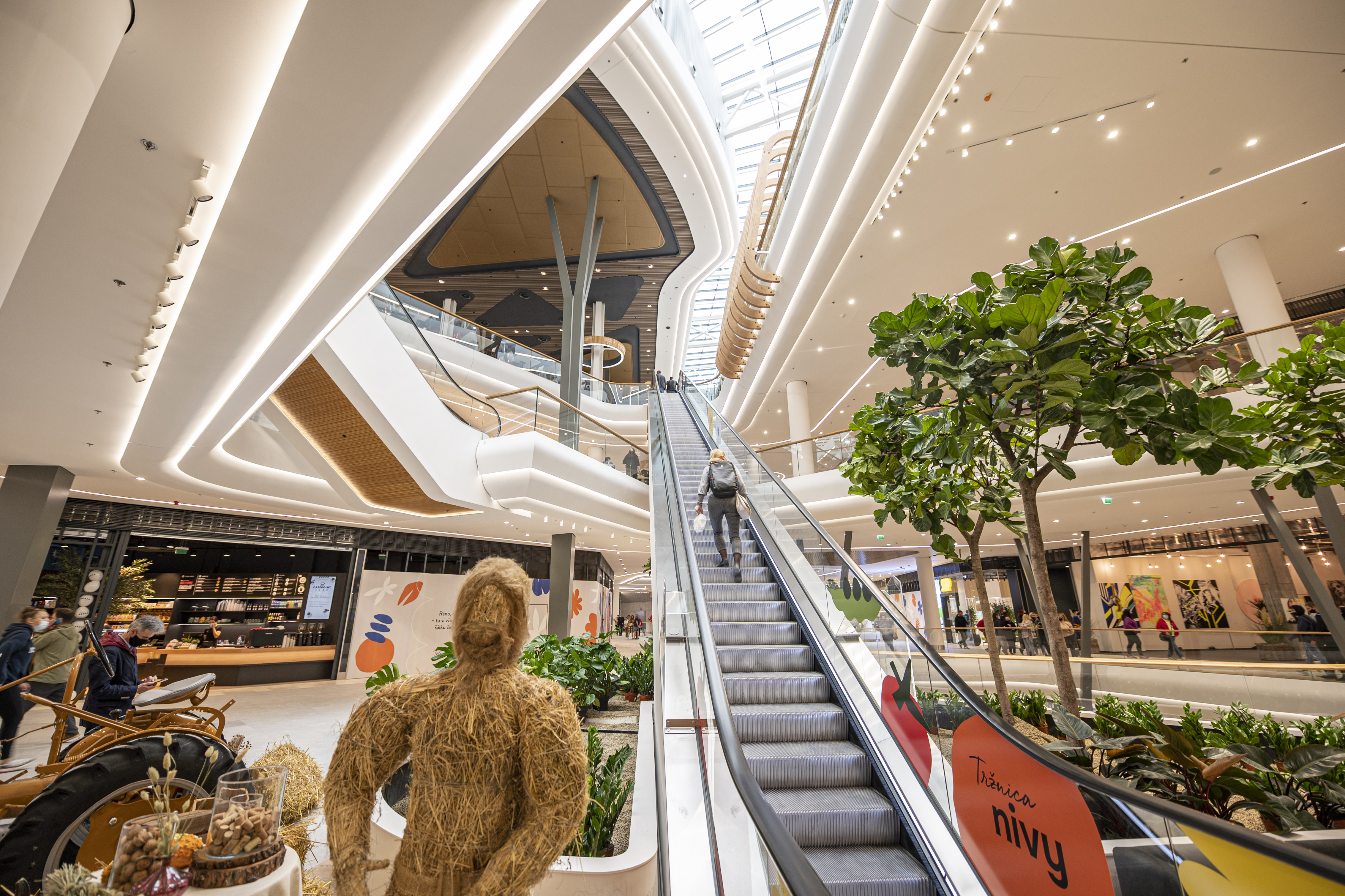
Interieur van het winkelcentum
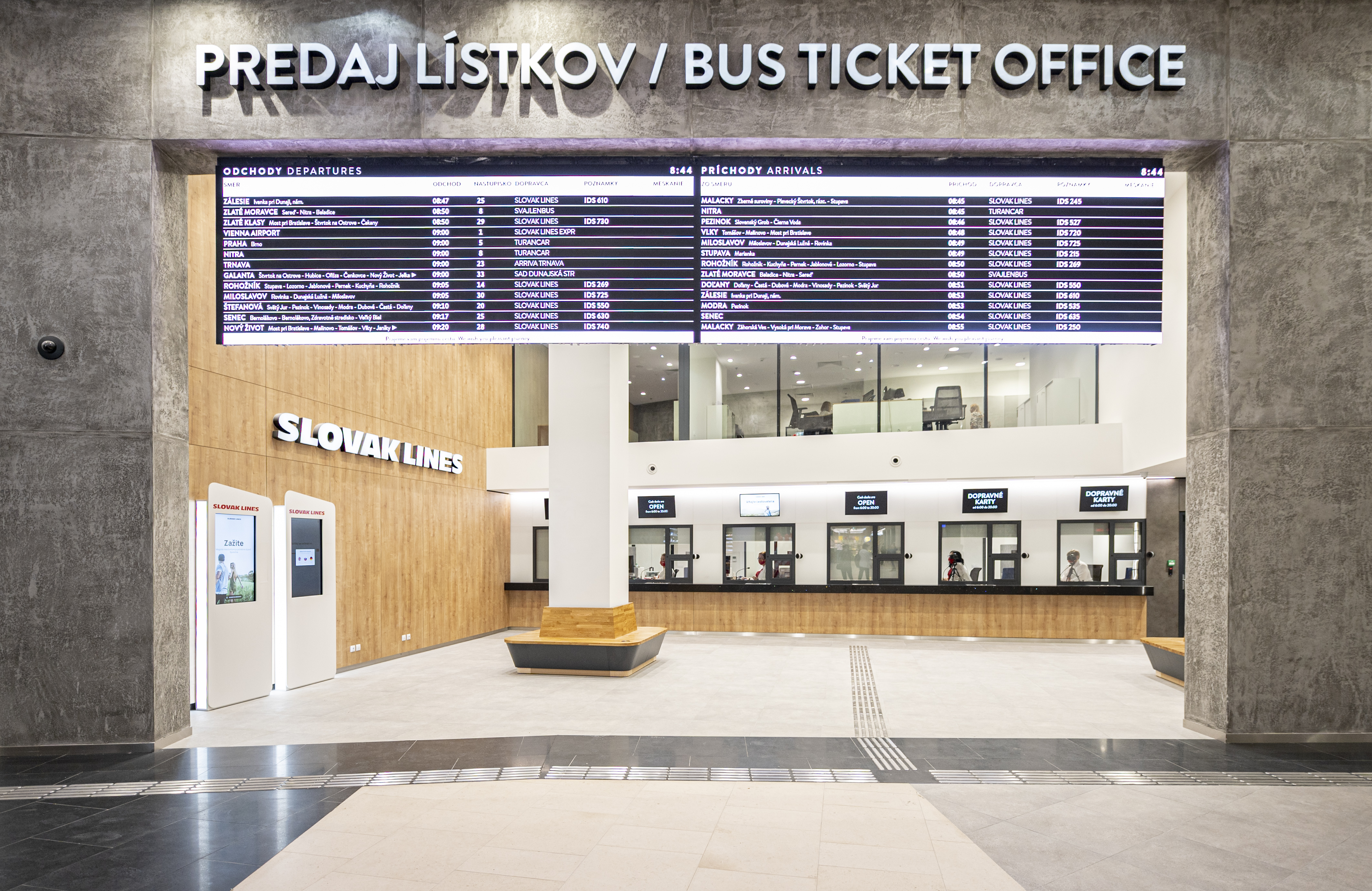
Kaartjeskantoor
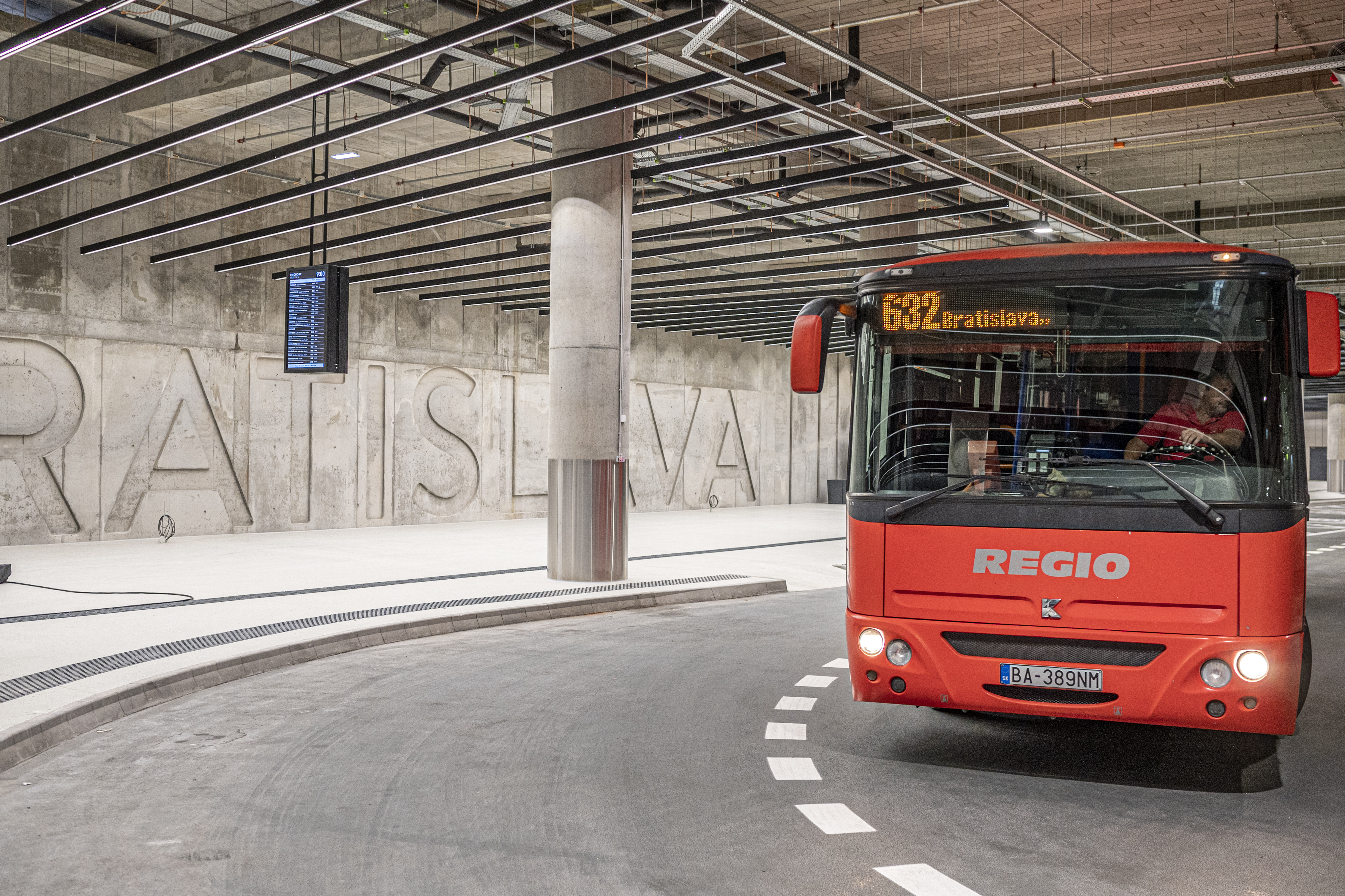
Het ondergrondse busstation
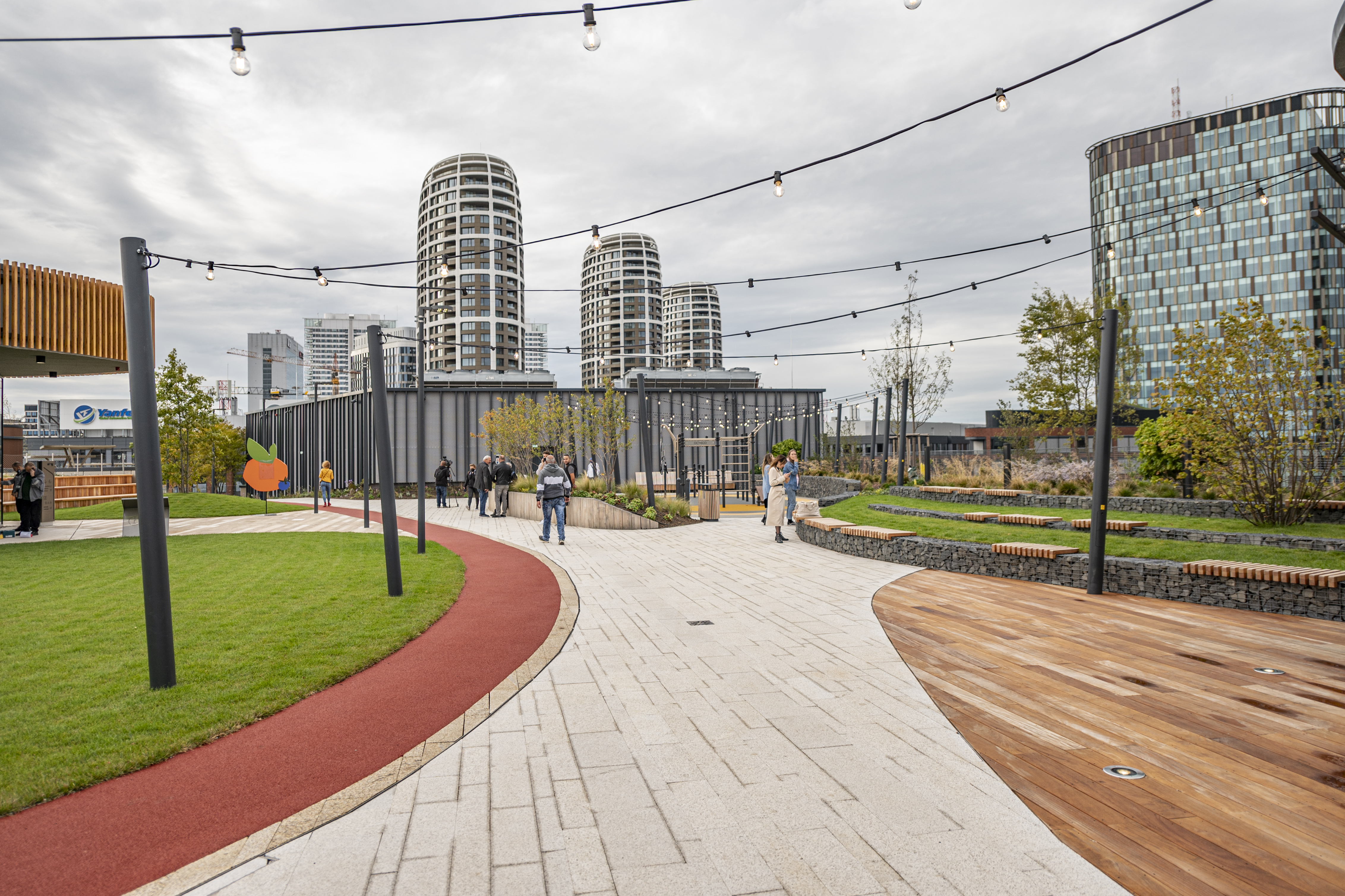
Dak met groene beplanting